# Styl no logo
No logo – styl w modzie, którego założeniem jest noszenie odzieży bez widocznego logo firmy producenta. Nie jest – jak można by sądzić – związany z ruchem antyglobalistycznym. Osoby ubierające się według tego stylu cenią sobie ubrania niebędące jednoczesną reklamą producenta. Odzież określana mianem „No Logo” jest najczęściej niemarkowa. Kupowana bywa w sklepach typu ciucholand. Mianem no logo bywają również określane produkty  znanych firm, nie eksponujące logo lub ukrywające je (np. czarny haft na czarnym materiale). Osoby ubierające się w ten sposób, cenią sobie jakość, oryginalność i unikatowość noszonych przez siebie rzeczy. Styl ten stwarza pewne wrażenie elitarności, a przy tym nadaje posmaku zaangażowania intelektualnego.
Przykładem firmy tworzącej kolekcje w stylu „No Logo” jest Bottega Veneta. Styl ten nie jest związany z żadną subkulturą młodzieżową.

## Historia

...

Początki kontestacji marki przypadły na lata dziewięćdziesiąte XX w. i polegały m.in. na noszeniu odzieży odwróconej na lewą stronę. Początki można też łączyć z książką No logo (1999) kanadyjskiej publicystki Naomi Klein. Autorka skrytykowałą rolę marki, zarzucając jej zbytni udział w cenie rynkowej produktu, a także koszt, jaki firmy gotowe są ponieść w promocji marki, który jest często wyższy niż rzeczywista zapłata twórcom produktu i producentom. Klein postawiła tezę, że brak logo przyczynia się do wolności wyboru.Książka trafiła w zapotrzebowanie ruchów alterglobalistycznych zyskując przydomek biblii alterglobalistów i stała się początkiem mody na ignorowanie znaków firmowych. Do popularyzacji stylu przyczyniła się grupa Radiohead, która zainspirowana książką, urządziła trasę koncertową nazwaną sloganem logo free.